# Heimlich's Chew Chew Train
Heimlich's Chew Chew Train est une ancienne attraction de type train à faible vitesse au sein de "a bug's land" du parc Disney California Adventure du Disneyland Resort à Anaheim, Californie.
Les visiteurs embarquaient à bord de train prenant l'aspect de Heimlich, la chenille à l'accent allemand du film d'animation 1 001 Pattes. Ce personnage est connu pour son gros appétit lui permettant d'absorber la quantité de nourriture nécessaire à sa transformation en papillon.
Le voyage représente donc sa quête alimentaire dans un jardin où les hommes semblent avoir jeté nombre d'aliments.
Comme dans tout le reste de "a bug's land", les objets sont surdimensionnés. 
Les fruits et les légumes émettent une odeur au passage du train, de même que la boîte de cookies.

## Attraction
- Ouverture : 7 octobre 2002
- Fermeture : 5 septembre 2018
- Conception : Walt Disney Imagineering
- Inspiré du film : 1 001 Pattes
- Trains : 2
  - Thème : la chenille Heimlich
- Durée : 1 min 30 s
- Type d'attraction : petit train à faible vitesse pour enfants
- Situation : 33° 48′ 23″ N, 117° 55′ 05″ O